# Dark Breed
Pour plus de détails, voir Fiche technique et Distribution.
Dark Breed est un film américain réalisé par Richard Pepin, sorti en 1996.

## Synopsis
Des astronautes en mission se crashent sur Terre après un long séjour dans l'espace. Malheureusement, certains sont contaminés par un virus extraterrestre.

## Fiche technique
- Titre : Dark Breed
- Réalisation : Richard Pepin
- Scénario : Richard Preston Jr.
- Production : Scott McAboy, Joseph Merhi, Jack Scalia et Richard Pepin
- Musique : Louis Febre
- Photographie : Ken Blakey
- Montage : Paul G. Volk
- Décors : Steve Ramos
- Costumes : Amber Garcia
- Pays d'origine : États-Unis
- Format : Couleurs - 1,85:1 - Stéréo - 35 mm
- Genre : Action, horreur, science-fiction et thriller
- Durée : 104 minutes
- Date de sortie :
  - États-Unis : 15 octobre 1996
  - France : 20 mars 1998

## Distribution
- Jack Scalia (VF : Daniel Beretta) : Nicholas "Nick" Saxon
- Cindy Ambuehl : Burgess
- Jonathan Banks : Joseph Shay
- Gregg Brazzel : Lasker
- Carlos Carrasco : Fox
- Josh Clark : Rice
- Kerrie Clark : la serveuse
- Robin Curtis : Marian
- Angelo Di Mascio Jr. : Reubens
- Chris Finch : l'adolescent
- Larry Finch : le sergent Quist
- George Buck Flower : le sans abri
- Leon W. Grant : Jackson
- Shellie Haas : l'adolescente
- Sal Landi : Zimmerman
- Lance LeGault : Cutter
- Billy Maddox : North
- Felton Perry : Powell
- Donna W. Scott : Deborah

## Autour du film
- Le tournage s'est déroulé à Long Beach, en Californie.

## Bande originale
- War Of The Rock, interprété par Gil Karson
- You're The One, composé par Stephen R. Boyd et Charles A. Hoover